# Liste der Kulturdenkmäler in Seelbach (Westerwald)
In der Liste der Kulturdenkmäler in Seelbach (Westerwald) sind alle Kulturdenkmäler der rheinland-pfälzischen Ortsgemeinde Seelbach (Westerwald) aufgelistet. Grundlage ist die Denkmalliste des Landes Rheinland-Pfalz (Stand: 4. Mai 2023).

## Einzeldenkmäler
| Bezeichnung          | Lage                            | Baujahr         | Beschreibung                                                                         | Bild                           |
| -------------------- | ------------------------------- | --------------- | ------------------------------------------------------------------------------------ | ------------------------------ |
| Bahnhof Flammersfeld | Bahnhofstraße 3 Lage            | gegen 1910      | Walm- und Satteldachbau, Fachwerk-Lagerschuppen mit Backsteinausmauerung, gegen 1910 | weitere Bilder Fotos hochladen |
| Brücke               | Bettgenhausen, Hauptstraße Lage | 19. Jahrhundert | dreibogige Brücke, wohl aus dem 19. Jahrhundert                                      | weitere Bilder Fotos hochladen |